# Jeepers Creepers 2
Jeepers Creepers 2 és una pel·lícula estatunidenca de terror dirigida per Victor Salva l'any 2003. Ha estat doblada al català.

## Argument
Cada 23 anys, durant 23 dies, una criatura de malson sorgeix de les entranyes de la Terra per a alimentar-se d'éssers humans. El dia 22 d'aquest cicle, un granger veu el seu fill com és atrapat per la criatura. L'endemà, a alguns quilòmetres, un bus que transporta joves jugadors d'un equip de bàsquet s'avaria al mig del no-res. Els joves seran tota la nit l'objectiu del Creepers.

## Repartiment
- Jonathan Breck: el Creepers
- Ray Wise: Jack Taggart Sr.
- Luke Edwards: Jack "Jacky" Taggart Jr.
- Garikayi Mutambirwa: Deaundre "Doble D" Davis
- Nicki Aycox: Minxie Hayes
- Eric Nenninger: Scott "Scotty" Braddock
- Travis Schiffner: Izzy Bohen
- Marieh Delfino: Rhonda Truitt
- Billy Aaron Brown: Andy "Bucky" Buck
- Lena Cardwell: Chelsea Farmer
- Josh Hammond: Jake Spencer
- Al Santos: Dante Belasco
- Kasan Butcher: Kimball "Big K" Ward
- Drew Tyler Bell: Jonny Young
- Diane Delano: Betty Borman
- Thom Gossom Jr.: l'entrenador Charlie Hanna
- Tom Tarantini: l'entrenador Dwayne Barnes
- Shaun Fleming: Billy Taggart
- Justin Long: Darius "Darry" Jenner

## Al voltant de la pel·lícula
- Justin Long és l'únic actor que ha tornat fer el seu paper.
- Més de 2000 candidats han passat l'audició per convertir-se en un dels objectius eventuals de la criatura malèfica.
- El pressupost d'aquest segon lliurament ha estat estimat en 17 milions de dòlars (font JP'S Box Office).

## Crítica
- "'Jeepers Creepers 2' de Victor Salva ens dona una criatura de primera categoria, una història pèssima i uns diàlegs possiblement creats en passar el guió per una màquina per fer pasta (…) Puntuació: ★ (sobre 4)"[3]
- "No has de ser un catedràtic de pel·lícules de terror per saber que res significatiu sortirà d'una pel·lícula amb un '2' en el títol (...) Fins i tot els monstres necessiten més d'una dimensió per funcionar al cinema."[2]
- "Aquesta seqüela de la lloada 'Jeepers Creepers' de Victor Salva és millor, amb una narració molt més consistent i rigorosament concebuda, amb esglais executats amb intel·ligència i moments graciosos"[4]